# Tammosaari (ö, lat 61,75, long 29,12)
Tammosaari är en ö i Finland. Den ligger i sjön Pihlajavesi och i kommunen Nyslott i  landskapet Södra Savolax, i den sydöstra delen av landet, 280 km nordost om huvudstaden Helsingfors. Öns area är 2,3 hektar och dess största längd är 310 meter i sydöst-nordvästlig riktning.